# Christian Ivaldi
Christian Ivaldi es un pianista francés, nacido en París el 2  de septiembre  de 1938. 

## Biografía
Estudios en la École Normale de Musique y el Conservatorio de París en donde obtiene cinco primeros premios: piano, música de cámara, contrapunto, acompañamiento y música de cámara profesional.  Desde 1961 es solista de Radio France.
Ha grabado la obra para piano a cuatro manos de  Schubert (con Noël Lee), ha sido pianista acompañante de cantantes como Bacquier, Berberian, Christoff, Crespin, Cuenod, Gobbi, Streich, Souzay...) y ha estrenado música contemporánea de compositores como Gilbert Amy, Boucourechliev, Capdenat, Charles Chaynes, Ohana, Luis de Pablo.
Como músico de cámara ha obtenido varios premios de los  Disquaires de France, tres premios de la Academia Charles-Cros, dos premios de la Academia del Disco y tres Diapasones de Oro.
Christian Ivaldi fue nombrado catedrático de lectura a primera vista del Conservatorio de París en 1969. Desde 1986 es profesor de música de cámara de la misma institución. Desde 2003 es catedrático de piano de la École Normale de Musique de Paris.

## Enlaces
- Christian Ivaldi en arkivmusic Archivado el 24 de septiembre de 2009 en Wayback Machine.

- Datos: Q2965358